# 女王様の犬
『女王様の犬』（じょおうさまのいぬ）は、竹内未来による日本の漫画。2000年（平成12年）から2006年（平成18年）にかけて『月刊プリンセス』、『プリンセスGOLD』（秋田書店）にて連載された。言霊で人や鬼を操る一族の総領の後継者である女子高生と、彼女に仕える鬼が、主従関係を超えた強い絆で結ばれながら、後継者争いに立ち向かうファンタジー作品。単行本は全11巻が秋田書店から発売された。

## 概要
『月刊プリンセス』、『プリンセスGOLD』2000年8月号から2006年3・4月合併号に連載された。全46話。『月刊プリンセス』にて読切作品として始まり、13話までは2・3号ごとの掲載だったが、14話から『プリンセスGOLD』に移籍し、毎号連載となる。作者にとって最長の連載作品であり代表作である。
- 単行本全11巻（2001年 - 2006年、プリンセスコミックス）

## あらすじ
女子高生の神守天音は、人の名前を呼び言霊で操ることができる「真名使い」の一族の総領の後継者。クラスメートの犬上兵衛は人の姿をしているが、天音に使役される狛鬼（こまおに）で、彼女を守護していた。他人に「真名使い」と知られないことを条件に一族の村を出てきた天音と兵衛は、素性を隠しながら学園生活を送り、霊に関わる事件や日常生活を通じて、主従の立場を越えて次第にその絆を深めていく。しかし、天音が村に呼び戻され、後継者として従兄弟の勇人との結婚を迫られるなどしたことで、2人の信頼関係が揺らぎはじめる。さらには、天音の理解者であった叔父・冬威が、兵衛を言霊で使役して天音を裏切ったことで、天音と兵衛の主従関係が失われてしまう。しかし、最後には互いへの想いが蘇って、天音は兵衛を取り戻し、主従の枠にとらわれない自分の正直な想いを兵衛に告げる。

## 主な登場人物
神守 天音（かもり あまね）
高校1年生。名前を言霊で操る「真名使い」の一族で総領の後継者。普通の高校生活を送るために、閉鎖的な村を出て、高校に入学。兵衛と同居しながら学園生活を送る。狛鬼を使役する立場だが、常に傍にいる兵衛をかけがえのない存在として意識するようになる。しかし、それが恋愛だとは気付かない天然ボケのキャラクター。
犬上 兵衛（いぬがみ ひょうえ）
天音のクラスメート。実際は、天音に使役される白い狛鬼（狛犬）で、ふだんは人の姿をしているが本性は狛鬼で見た目は大型犬。最初は天音と反目もあるが、天音を慕い、かなわぬ想いを抱くようになる。下僕体質。
仁科 貴子（にしな たかこ）
天音のクラスメート。狛鬼姿の兵衛を目撃したことをきっかけに、天音と親友になる。天音には、嫌いだった中学時代のあだ名「あてこ」で呼ぶことを許す。
三嶺 蒼（みつみね あおい）
天音たちと同じ高校の2年生。昔、天才子役だった俳優で、芸名は三嶺蒼太。天音と知り合い、兵衛の姿を見てしまう。やや屈折した性格だが、2人の理解者。
平鹿 勇人（ひらか はやと）
天音たちの学校の国語教師。古文担当。天音の従兄弟で、天音を守るため一族の村から天音たちの高校にやってくる。天音には優しいが、狛鬼である兵衛には、天音との主従関係を忘れないように釘を刺す。
冬威（とうい）
天音の叔父。幼い頃から天音が慕っていた人物で、天音のよき理解者。